# Наваескуріаль
Наваескуріаль (ісп. Navaescurial) — муніципалітет в Іспанії, у складі автономної спільноти Кастилія-і-Леон, у провінції Авіла. Населення — 59 осіб (2010).
Муніципалітет розташований на відстані близько 130 км на захід від Мадрида, 55 км на південний захід від Авіли.
На території муніципалітету розташовані такі населені пункти: (дані про населення за 2010 рік)
- Ель-Барріо: 36 осіб
- Лас-Маріас: 4 особи
- Наваескуріаль: 17 осіб
- Сапата: 2 особи

## Демографія
Динаміка населення (INE ):